# Cultura Hamangia

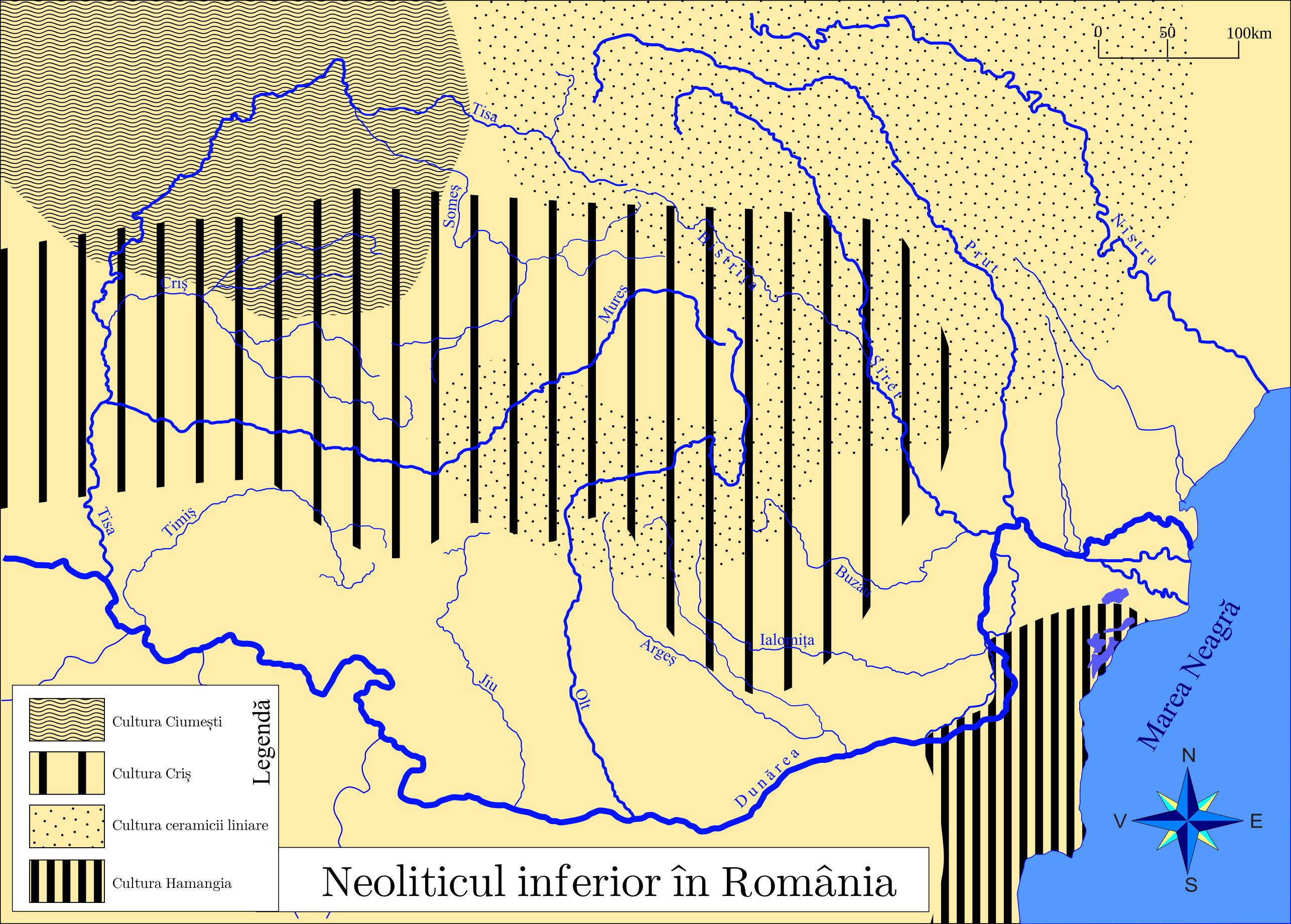
Arealul de răspândire a Culturii Hamangia în România

Cultura Hamangia este o cultură neolitică din mileniul IV-II î.Hr., care a fost denumită astfel după vechiul sat Hamangia din comuna Istria,  Dobrogea, astăzi satul Baia, județul Tulcea.
Această cultură s-a dezvoltat pe teritoriul de astăzi al României și, într-o fază târzie, pe teritoriul Bulgariei (în zona Varna și Burgas) și sporadic la NE de Dunăre. Cu ajutorul datării cu radiocarbon s-a constatat că Cultura Hamangia s-a dezvoltat în mileniile VI - V î.Hr. (înainte de 4700 î.Hr.). 
Cultura Hamangia este pusă în legătură cu o populație venită din Anatolia.
Hamangia este cea mai veche cultură neolitică din Dobrogea. Ea a cunoscut o lungă perioadă de înflorire, care s-a prelungit până la nașterea variantei pontice a culturii Gumelnița, influențând-o și pe aceasta. Fazele timpurii ale culturii Hamangia au fost sincronizate de arheologi cu evoluția culturilor Criș și Boian.

## Fazele Culturii Hamangia
Apărută pe teritoriul Dobrogei, această cultură de origine est-mediteraneană evoluează pe parcursul celei de a doua jumătăți a mileniului al V-lea î.Hr și începutul mileniului următor. Ea se subdivide în mai multe faze:
- cea mai veche faza de manifestare a culturii Hamangia a fost denumita Medgidia, aceasta a fost contemporană cu fazele evoluate ale culturii Dudești
- faza mijlocie a culturii Hamangia este denumită Golovița și este contemporană cu faza Bolintineanu a culturii Boian
- urmează fazele eneoliticului târziu, precum Ceamurlia și Mangalia.[2]

## Așezările
Așezările nefortificate și dispersate erau plasate pe terase joase, în vecinătatea unor cursuri de apă, mai rar și în grote (Gura Dobrogei). 
Locuințele sunt de tip bordei și doar foarte rar de suprafață.

## Unelte
Dintre unelte remarcăm topoarele de piatră dură, cioplite, șlefuite, de forma trapezoidală, cu secțiune rectangulară sau biconvexă. Pe lângă acestea sunt prezente și numeroase unelte din silex, unele dintre acestea mai păstrează o puternică influență mezolitică. Uneltele din corn și os sunt foarte rare.

## Metalurgia
Prelucrarea metalelor nu ocupă un loc important în această cultură, purtătorii acestei culturi cunoșteau prelucrarea aramei, dar investigațiile arheologice au scos la lumină puține obiecte aparținând culturii Hamangia din aramă, și un număr foarte mic de unelte. Se remarcă totuși pentru această cultură brățările de la Agigea.

## Ceramica

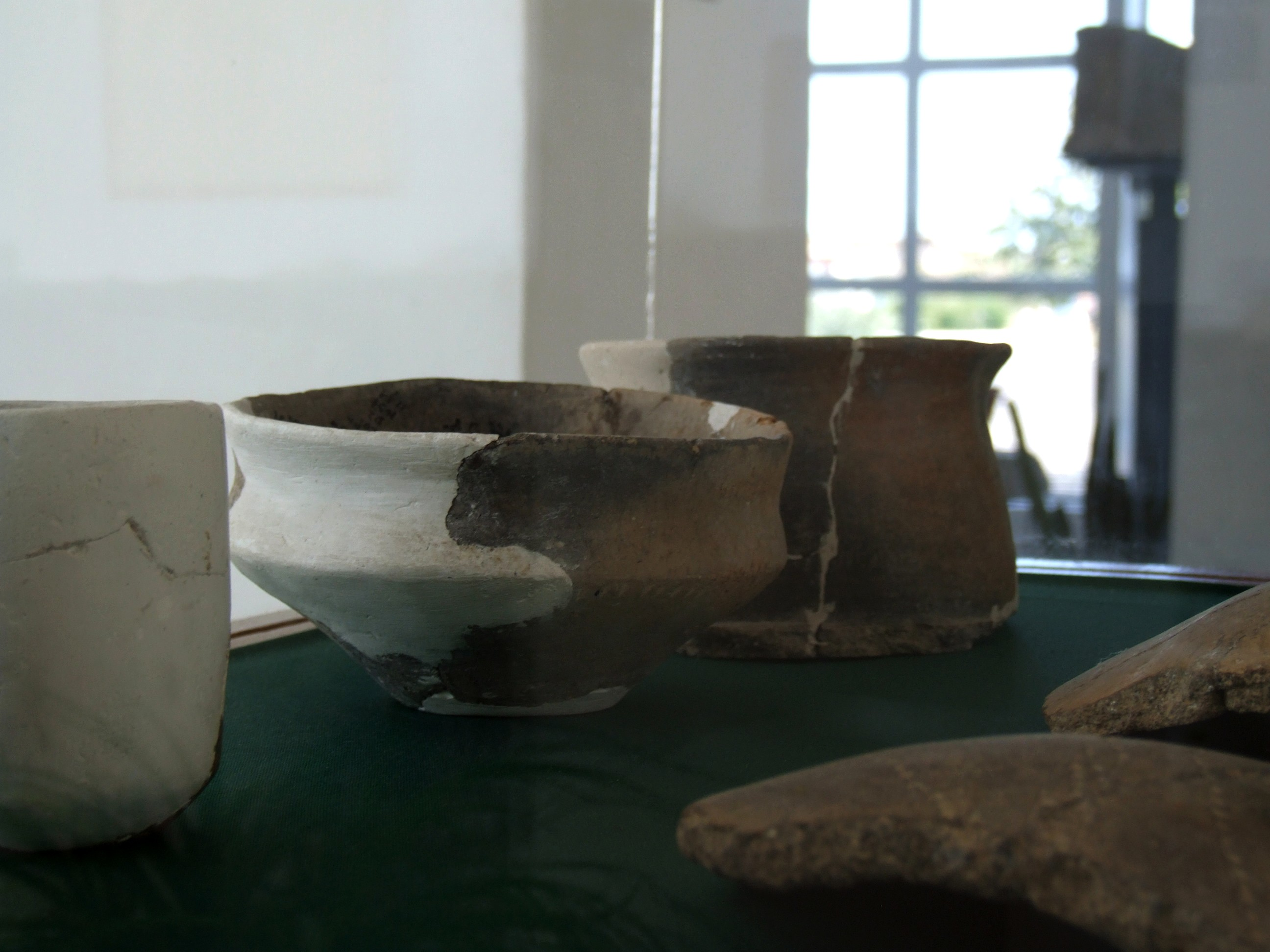
Ceramică hamangiană expusă în Complexul Muzeal „Histria”

Ceramica este caracteristică culturii Hamangia. Majoritatea vaselor aparținând acestei culturi sunt realizate din pastă (lut) amestecat cu scoică pisată sau nisip fin. Specialiștii delimitează chiar două etape ale culturii Hamangia:
- I   prima este reprezentată de o ceramică de calitate mai proastă, primitiv ornamentată cu barbotină
- II  in etapa a doua avem o ceramica executată dintr-o pastă fină de culoare neagră, cu o suprafață fină, lustruită.

Formele cele mai răspândite ale culturii Hamangia sunt vasele cu pântecul bombat și gâtul cilindric, strachinile, cupele, etc. Metoda cea mai întâlnita de ornament a acestor vase constă în ornamentarea cu barbotină prin incizii sau prin încrustații cu materie albă, și foarte rar galbenă.
Figurinele ceramice (idoli) sunt reprezentate în general de figurine feminine, acestea sunt mult mai numeroase în raport cu alte civilizații ale neoliticului mijlociu din România și regiunea Balcanică. În cadrul figurinelor din ceramică avem două tipuri de idoli, și anume: idoli în picioare și idoli în poziție șezândă. Se consideră ca reprezentativă pentru această cultură statueta unui bărbat în poziție șezută, denumită „Gânditorul” și descoperită la Cernavodă. Gânditorul de la Cernavodă, care nu este singura statuie de acest tip descoperită, a ajuns să fie cunoscut sub numele de „Gânditorul de la Hamangia”.

## Figurine

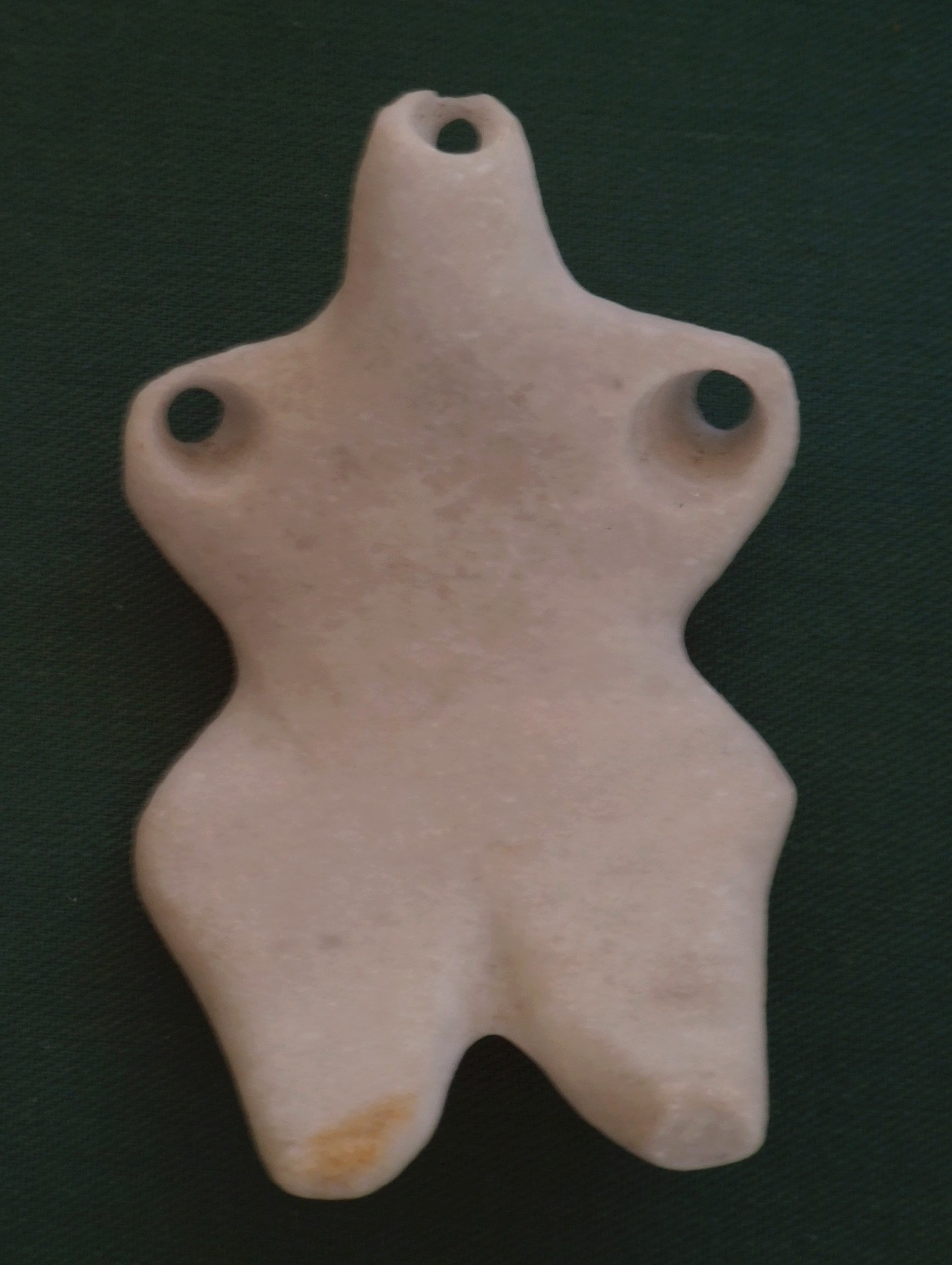
O statuietă din Muzeul Histria.

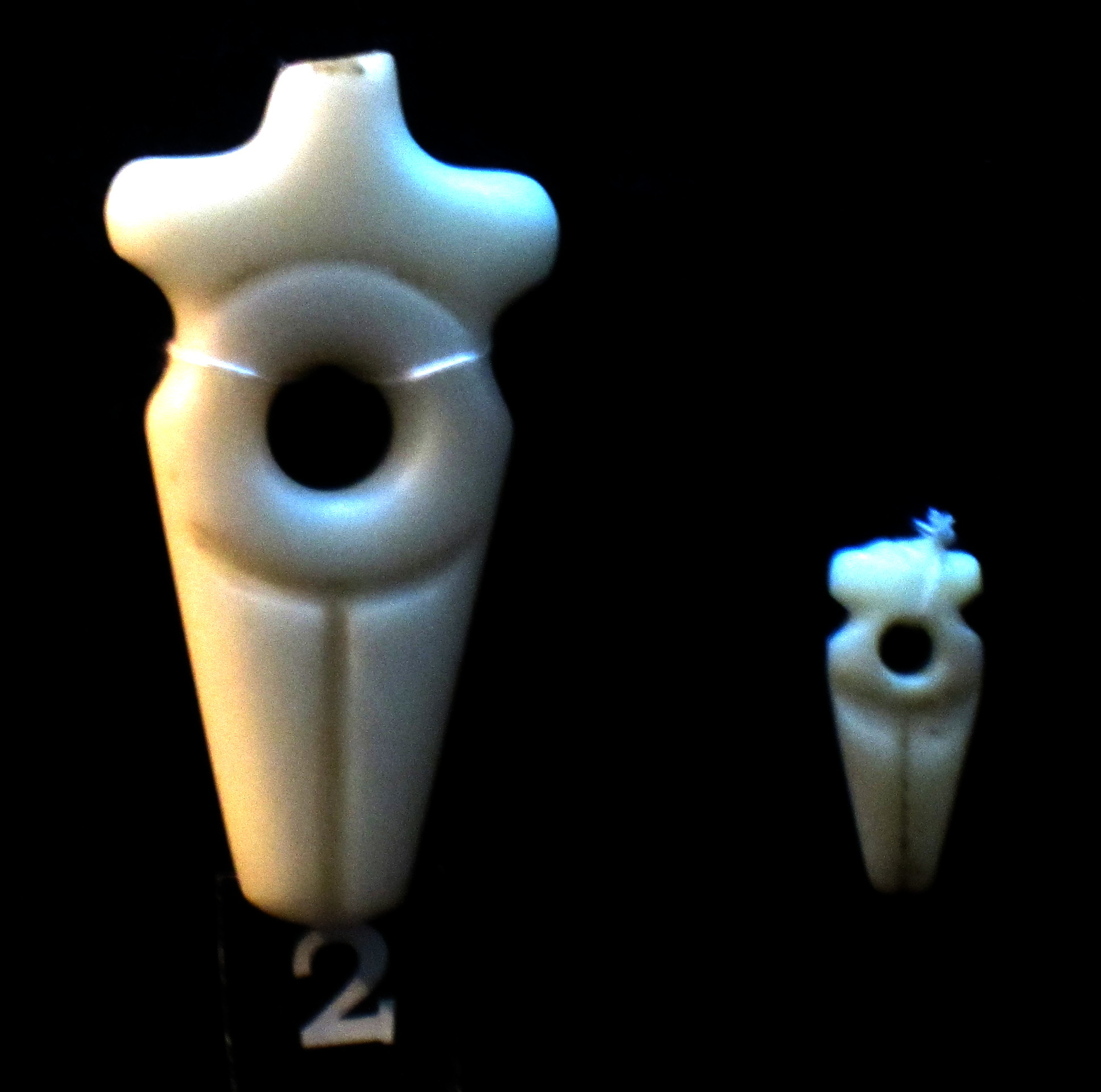
Două figurine

Figurinele făcute din ceramică sunt deobicei extrem de stilizate și înfățișează femei fără chip sau haine, care stau în fund, având fundul și sânii accentuați.

## Alimentația
Indivizii din Comunitatea Hamangia se ocupau cu pescuitul, vânătoarea, dar și cu cultivarea plantelor sau creșterea animalelor domestice.

## Descrierea Gânditorului de la Hamangia

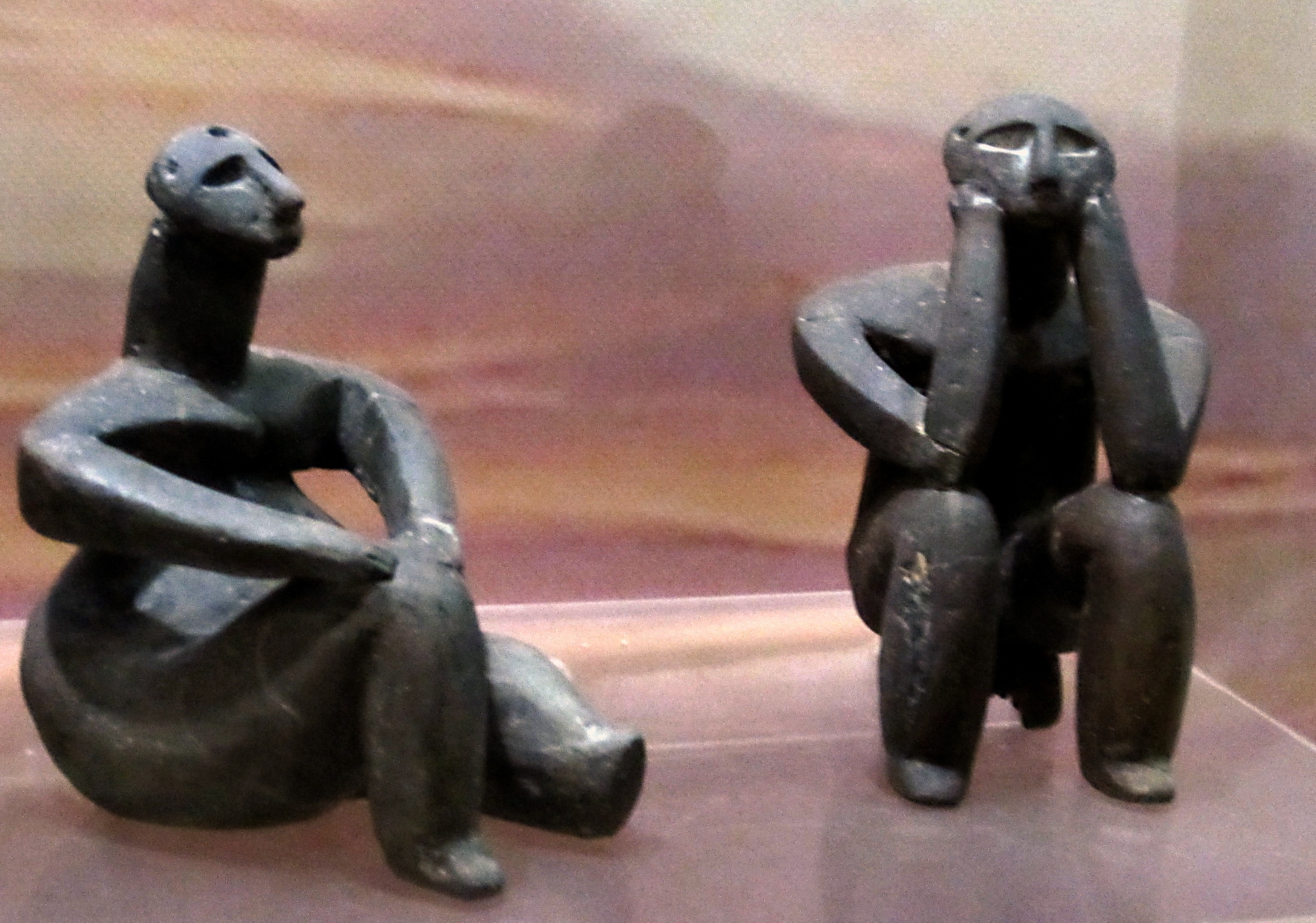
Gânditorul „și femeia lui”. Muzeul de Istorie Națională și Arheologie Constanța

Așa-numitul Gânditor de la Hamangia este de fapt un complex de două statui, Gânditorul „și femeia lui”. Gânditorul reprezintă un bărbat așezat pe un scăunel decorat geometric, scăunelul respectiv fiind o replică fidelă a scăunelelor de piatra neolitice. Bărbatul are coatele așezate pe genunchi și își sprijină capul în mâini. Statuia este extrem de stilizată și nu transmite nici un fel de date despre vârsta sau statutul Gânditorului. El are capul modelat cu precizie în comparație cu figurinele obișnuite la care este abia indicat. Anatomia a fost modelată în ample volume triunghiulare, piramide și prisme, și proporțiile au fost cizelate în așa fel încât statueta să fie o structură spațială autoportantă. Din acest motiv picioarele și brațele au devenit atât de lungi. Detaliile ca nasul și ochii au fost desenate și realizate într-o geometrie triunghiulară. Gânditorul este insoțit de o variantă feminină la fel de stilizată. Femeia nu stă pe nici un fel de scaun, dar șade direct pe pământ cu un picior flectat vertical pe care se odihnesc mâinile. Modelarea stilizată a capetelor ambelor figurine prezintă asemănări evidente, apropiate de capetele antropomorfe din ultimile faze ale Culturii Boian (de exemplu cele de la Vidra). Se presupune că cele două statuete formează o pereche.
În conformitate cu unele ipoteze, „Gânditorul” ar reprezenta un zeu al vegetației, iar femeia o zeiță a recoltei.
Este prima atestare din lume a unui scaun cu patru picioare.

## Ritualul funerar
Ritualul funerar de inhumație, unde cel decedat era așezat în poziție întinsă, foarte rar apar și morminte în care scheletul este în poziție chircită. 
În cultura Hamangia întâlnim mari necropole de inhumație, precum cel de la Cernavodă, cu cca 400 morminte.
Lânga cel decedat în cadrul culturii Hamangia erau așezate diverse ofrande, oase și bucăți de animale.

## Situri importante
- Cernavodă, necropola unde au fost descoperite figurinele Gânditorul „și femeia lui”.
- Situl din Comuna Baia, descoperit în 1953 de-a lungul lacului Golovița, aproape de coasta Mării Negre, în Dobrogea.